# Негасиме полум'я
«Негасиме полум'я» (рос. «Негасимое пламя») — двосерійний художній фільм 1964 року, знятий режисером Юхимом Дзиганом на студії «Мосфільм».

## Сюжет
Про нелегку долю колишнього політв'язня, який приїхав у пошуках сина в місця, де він відбував ув'язнення.

## У ролях
- Микола Волков — Федір Ілліч Караваєв
- Еліна Бистрицька — Глаша
- Борис Зубов — Олексій Рубльов
- Віктор Чекмарьов — Придорогін
- Микита Подгорний — Корольков
- Софія Фадєєва — матір
- Оксана Левінсон — Віка
- Георгій Оболенський — Віталій Мартинов
- Михайло Орлов — Микола Каминін
- Анатолій Юшко — Сєтєвой
- Микола Сморчков — Василь Локотков
- Борис Буткєєв — Булавін
- Володимир Покровський — ювелір
- Чекан Станіслав ЮліановичСтаніслав Чекан — пивохліб
- Олена Вольська — дружина пивохліба
- Фелікс Яворський — лікар
- Костянтин Вощиков — капітан
- Василь Кульзбеков — Григорій Чайкін, начальник дільниці
- Борис Пясецький — Савелій Конович
- Ніна Полухіна — жінка на річці
- Микола Дупак — слідчий
- Юрій Горохов — епізод
- Назаров Юрій ВолодимировичЮрій Назаров — будівельник
- Наталія Рудна — Аннушка
- Інга Будкевич — будівельник
- Олексій Загорський — Стьопа
- Вероніка Бужинська — друкарка
- Любов Калюжна — пасажирка теплохода
- Микола Погодін — пасажир
- Костянтин Сєвєрний — пасажир
- Михайло Семеніхін — пасажир
- Микола Сімкін — пасажир
- Володимир Ферапонтов — пасажир
- Олександра Харитонова — пасажирка
- Петро Кірюткін — буфетник
- Федір Селезньов — ув'язнений

## Знімальна група
- Режисер — Юхим Дзиган
- Сценарист — Георгій Березко
- Оператори — Валентин Павлов, Микола Большаков
- Композитор — Карен Хачатурян
- Художник — Євген Серганов